# La Coudre NE
| NE ist das Kürzel für den Kanton Neuenburg in der Schweiz. Es wird verwendet, um Verwechslungen mit anderen Einträgen des Namens La Coudre zu vermeiden. |

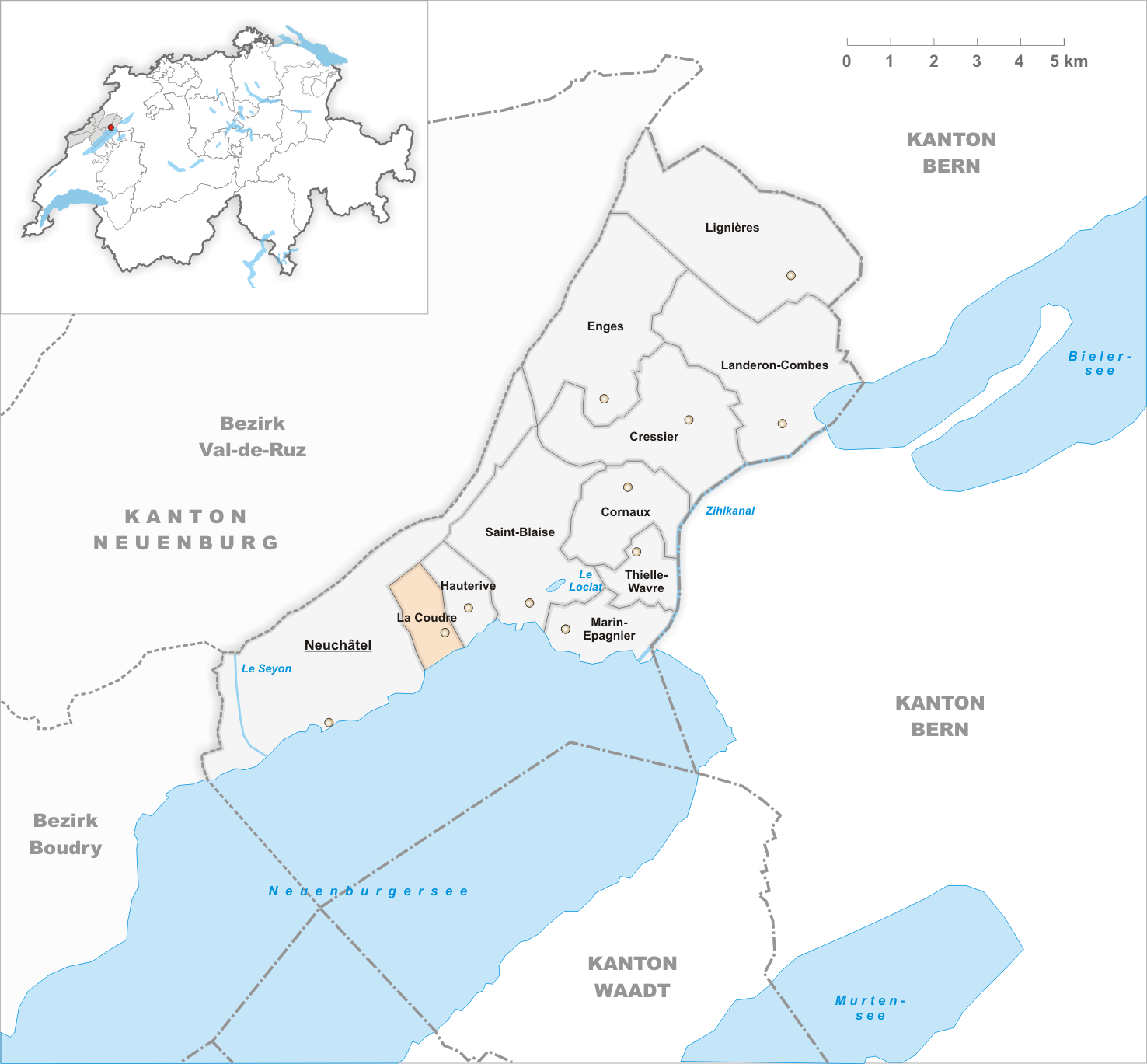
Gemeindestand vor der Fusion am 1. Januar 1930

La Coudre war eine selbstständige politische Gemeinde im Bezirk Neuenburg, Kanton Neuenburg, Schweiz. Nach einer gutgeheissenen Volksabstimmung mit 71 zu 46 Stimmen im Februar 1929 fusionierte La Coudre 1930 mit der Stadt Neuenburg.
La Coudre wurde 1143 als La Coudra erstmals erwähnt und bestand aus den Weilern Monruz, La Favarge und dem Kloster Fontaine-André.